# St. Andreas (Großengottern)

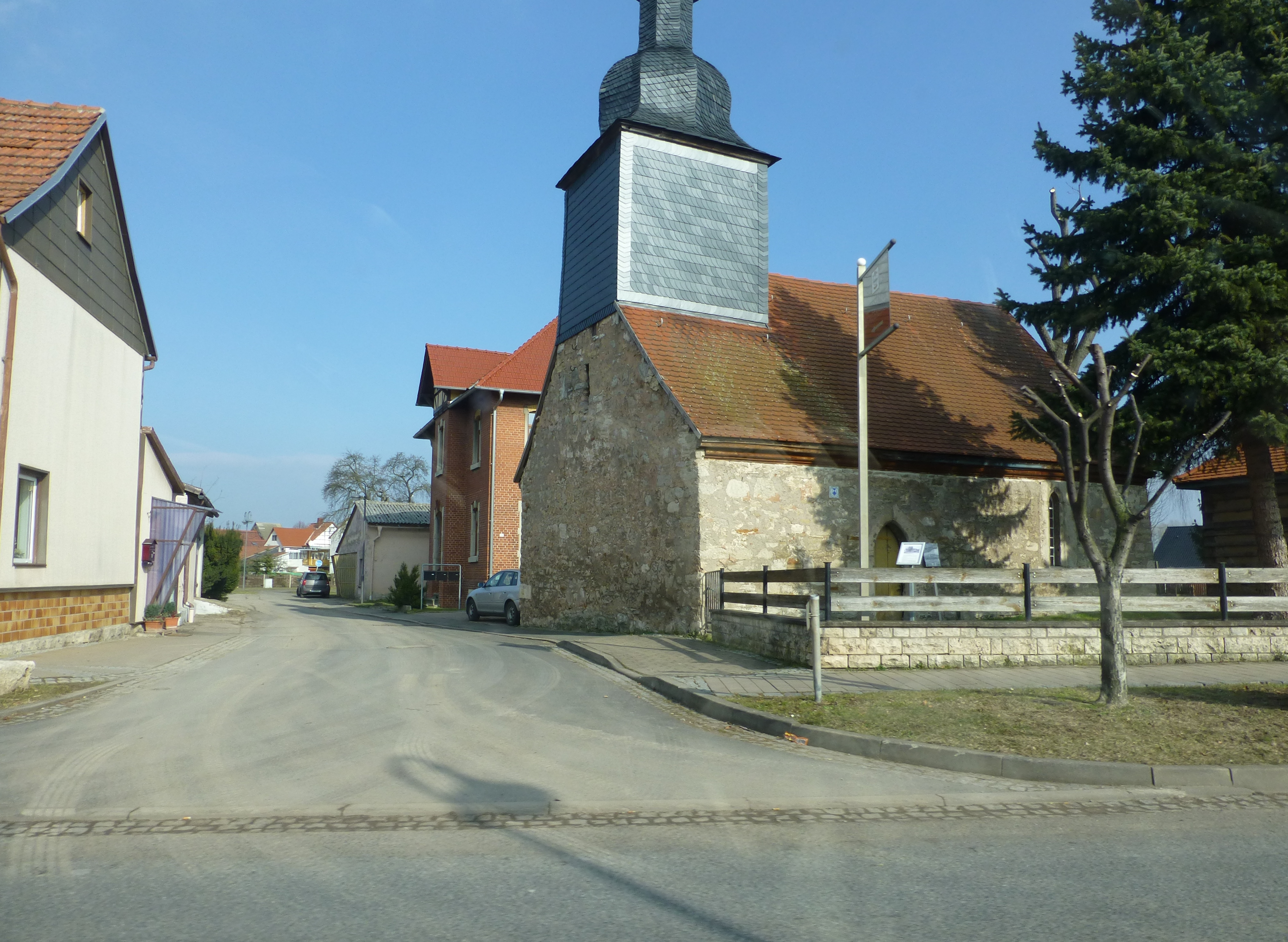
Kapelle St. Andreas

Die Kapelle St. Andreas steht am Ortseingang von Großengottern, einem Ortsteil der Gemeinde Unstrut-Hainich im Unstrut-Hainich-Kreis in Thüringen.

## Geschichte
Der Mülverstedter Konvent des Ordens der Wilhelmiten erwarb in der ersten Hälfte des 14. Jahrhunderts ein Grundstück in Großengottern, um hier ein Hospital einzurichten. Aus dieser Anlage ging vermutlich um 1347 die Kapelle St. Andreas hervor. Die Kapelle, die unter Denkmalschutz steht, wird heute nicht mehr liturgisch genutzt.

## Beschreibung
Die Saalkirche, die aus Bruchsteinen errichtet wurde, hat einen barocken schiefergedeckten Dachturm mit einer geschweiften Haube. Die Fenster und das Portal sind spitzbogig. Der Türsturz im Norden hat einen Vorhangbogen. Der Innenraum ist mit einem hölzernen Tonnengewölbe überspannt. An der Stirnseite befindet sich eine Empore.